# 11056 Volland
11056 Volland este un asteroid din centura principală de asteroizi.

## Descriere
11056 Volland este un asteroid din centura principală de asteroizi. A fost descoperit pe 6 iunie 1991 la Observatorul La Silla de Eric Walter Elst. Asteroidul prezintă o orbită caracterizată de o semiaxă mare de 2,45 ua, o excentricitate de 0,16 și o înclinație de 7,4° în raport cu ecliptica.